# Jan Antoni Paszkiewicz
Jan Antoni Paszkiewicz (ur. 28 grudnia 1956 w Chełmie) – pisarz, publicysta, działacz niepodległościowy, znawca tematyki kresowej.
Absolwent Wydziału Nauk Humanistycznych Katolickiego Uniwersytetu Lubelskiego na kierunku historia (1980). W latach 1990–2006 pracował jako nauczyciel historii i WOS w II Liceum Ogólnokształcącym im. gen Gustawa Orlicz-Dreszera w Chełmie.

## Twórczość literacka
Jako autor:
- Trasy typowe PTSM woj.chełmskiego. Informator (1987)
- Ostatnie lata unickiej diecezji chełmskiej 1864-1875 (1987)
- Chełmianie na urzędach centralnych w dawnej Polsce (1987)
- Chełmszczyzna a traktat brzeski (1988)
- Chełm (2003)
- Andrzej Marynowski, dyrektor Szkoły Rolniczej w Okszowie (2008)
- Ku Niepodległej. Z dziejów oporu antykomunistycznego w Chełmskiem 1944-1989 (teksty, materiały, wspomnienia) (2008)
- Kresowe peregrynacje (2009)

Jako redaktor i współautor:
- 11 listopada 1918 (1981)
- Pagóry. Jednodniówka ZO PTTK im. K. Janczykowskiego w Chełmie (1985)
- O Niepodległą 1918-1920. Materiały związane z wydarzeniami w Chełmskiem cz.I (1990)
- Tradycje chełmskiej turystyki i krajoznawstwa (1995)
- I Zjazd Absolwentów II LO w Chełmie (1996)
- Nasz Patron t.1-3 (1997),
- W stronę Chełma... Dzieje miasta i substancja kulturowa okolic (2000)

Jako dziennikarz publikował swoje teksty m.in. w "Horyzontach" KNSH KUL, "Roczniku Chełmskim", "Poznaj swój kraj", "Polonia Leicester". W latach 1995–2005 był stałym współpracownikiem magazynu "Pro Patria", zaś od 2006 współpracuje z kwartalnikiem "Wołyń bliżej".

## Nagrody i odznaczenia
Odznaczony :
- Krzyżem Kawalerskim Orderu Odrodzenia Polski za wybitne zasługi w działalności na rzecz przemian demokratycznych w Polsce (2008),
- Nagrodą II stopnia MEN,
- Nagrodą III stopnia Prezesa UKFiT,
- Złotą Odznaką 'Zasłużony Działacz Turystyki',
- Krzyżem Zrzeszenia Wolność i Niezawisłość (odznaczenie honorowe),
- Odznaką Srebrną Sekcji Krajowej Oświaty i Wychowania NSZZ „Solidarność”
- Złotą Honorową Odznaką PTTK,
- Złotą Odznaką Zasłużony w pracy PTTK wśród młodzieży,
- Plakietką Zbiorów Krajoznawczych,
- Ekslibrisem Krajoznawcy - Bibliofila PTTK.

W 2001 otrzymał nominację do nagrody za osiągnięcia w dziedzinie twórczości artystycznej, upowszechniania i ochrony dóbr kultury im. K. A. Jaworskiego w kategorii animatora kultury.